# Frederick Abberline
Frederick George Abberline (8. januar 1843 i Blandford Forum, Dorset - 10. december 1929) var en chefinspektør for London Metropolitan Police og var en fremtrædende politi figur i efterforskningen af Jack the Ripper mordene i 1888.

## Tidlige liv
Frederick Abberline var den eneste søn af Edward Abberline, en sadelmager, sherif og kontorist af markedet, mindre lokale offentlige stillingen, og hans kone Hannah ( født Chinn). Edward Abberline døde i 1849, og hans enke åbnede en lille butik og opdragede hendes fire børn, Emily, Harriett, Edward og Frederick, alene.